# 단조 군도

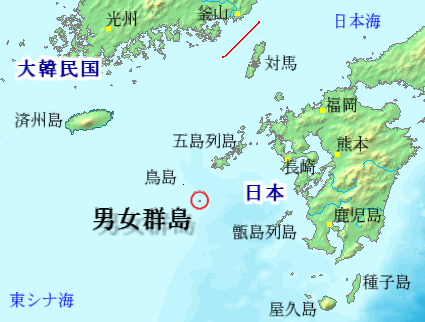
단조 군도의 위치

단조 군도(남녀군도, 일본어: 男女群島)는 동중국해의 무인도로 일본이 실효 지배하고 있다. 이섬은 도리시마섬에서 남동쪽 35km에, 대한민국 제주도에서 남동쪽 204km에 떨어져있다. 이 섬은 대한민국 대륙붕의 자연적 연장내에 위치하며 일본과는 해구로 단절되어있다.
일본은 나가사키현 고토시에 속한다고 주장한다. 일본에서는 이 섬(암초)가 국제법상 대륙붕이나 배타적 경제 수역(EEZ)을 가질 수 있는 섬으로 기점이 된다고 주장하고 있다.

## 같이 보기
- 도리시마섬 (나가사키현)
- 이어도